# ويل رايت
ويل رايت (بالإنجليزية: Will Wright )‏ (و. 1960  م) هو عالم حاسوب، ومطور ألعاب فيديو، ومؤدي أصوات، ومصمم ألعاب، من الولايات المتحدة، ولد في أتلانتا، جورجيا.

## التعليم
تعلم في جامعة ولاية لويزيانا، والثانوية الأسقفية ‏، وجامعة لويزيانا التقنية، وذا نيو سكول.

## أعمال بارزة
من أهم أعماله:
- ذا سيمز.
- ذا سيمز 2: يونيفرسيتي

## جوائز وترشيحات
حصل على جوائز منها:
- جائزة زمالة الأكاديمية البريطانية لفنون السينما والتلفزيون.

ترشح لـ:
- جائزة زمالة الأكاديمية البريطانية لفنون السينما والتلفزيون (2007).

## وصلات خارجية
- ويل رايت على موقع IMDb (الإنجليزية)
- ويل رايت على موقع الموسوعة البريطانية (الإنجليزية)
- ويل رايت على موقع إن إن دي بي (الإنجليزية)
- ويل رايت على موقع قاعدة بيانات الفيلم (الإنجليزية)